# Weiße Lauter
Die Weiße Lauter ist der rechte Quellfluss der Lenninger Lauter. Sie entspringt südöstlich von Gutenberg im Lauterursprung unterhalb der B465. Bei Lenningen vereinigt sie sich mit der Schwarzen Lauter zur Lauter.

## Geographie

### Lauterursprung

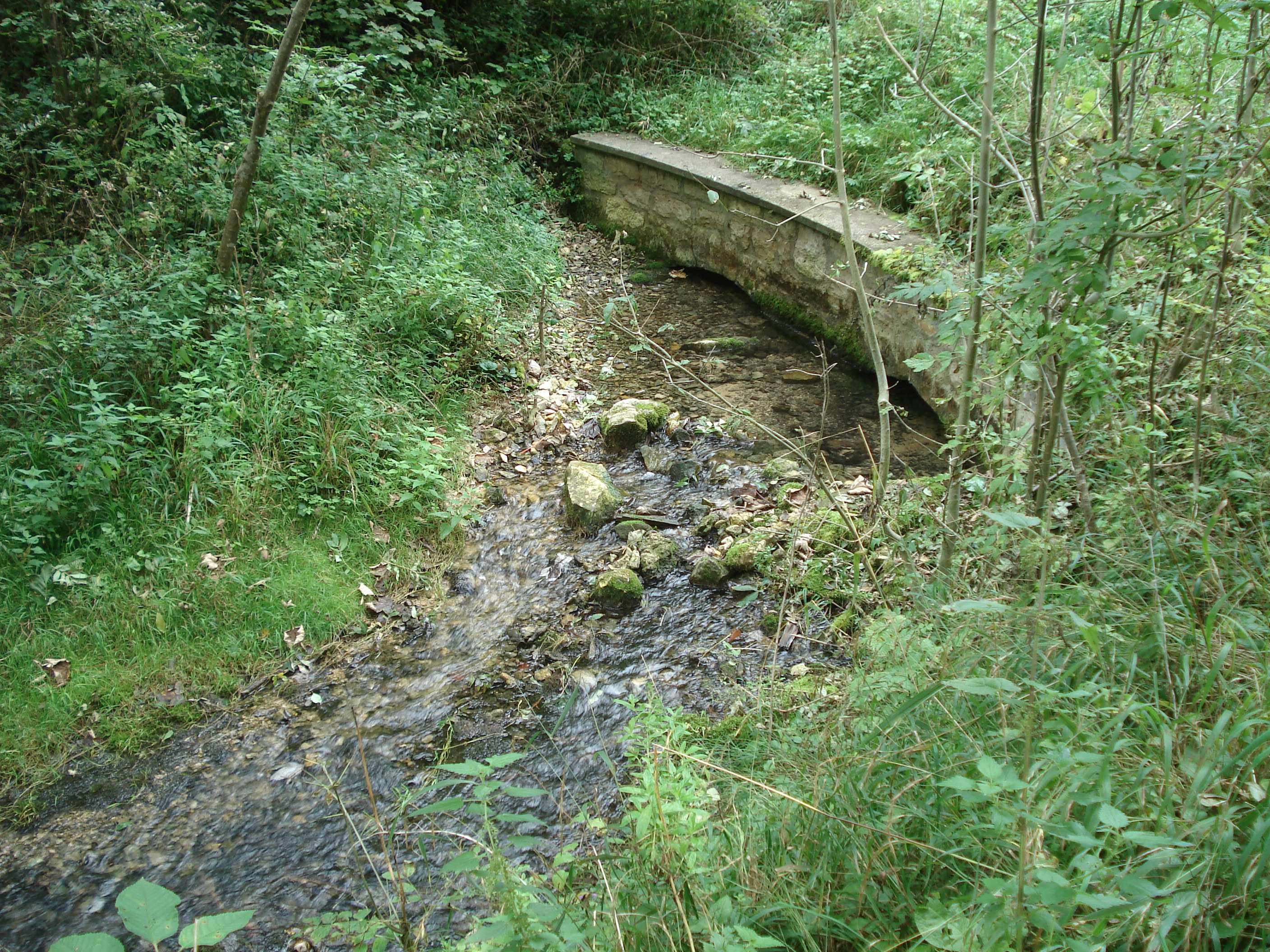
Die Hauptquelle des Lauterursprungs

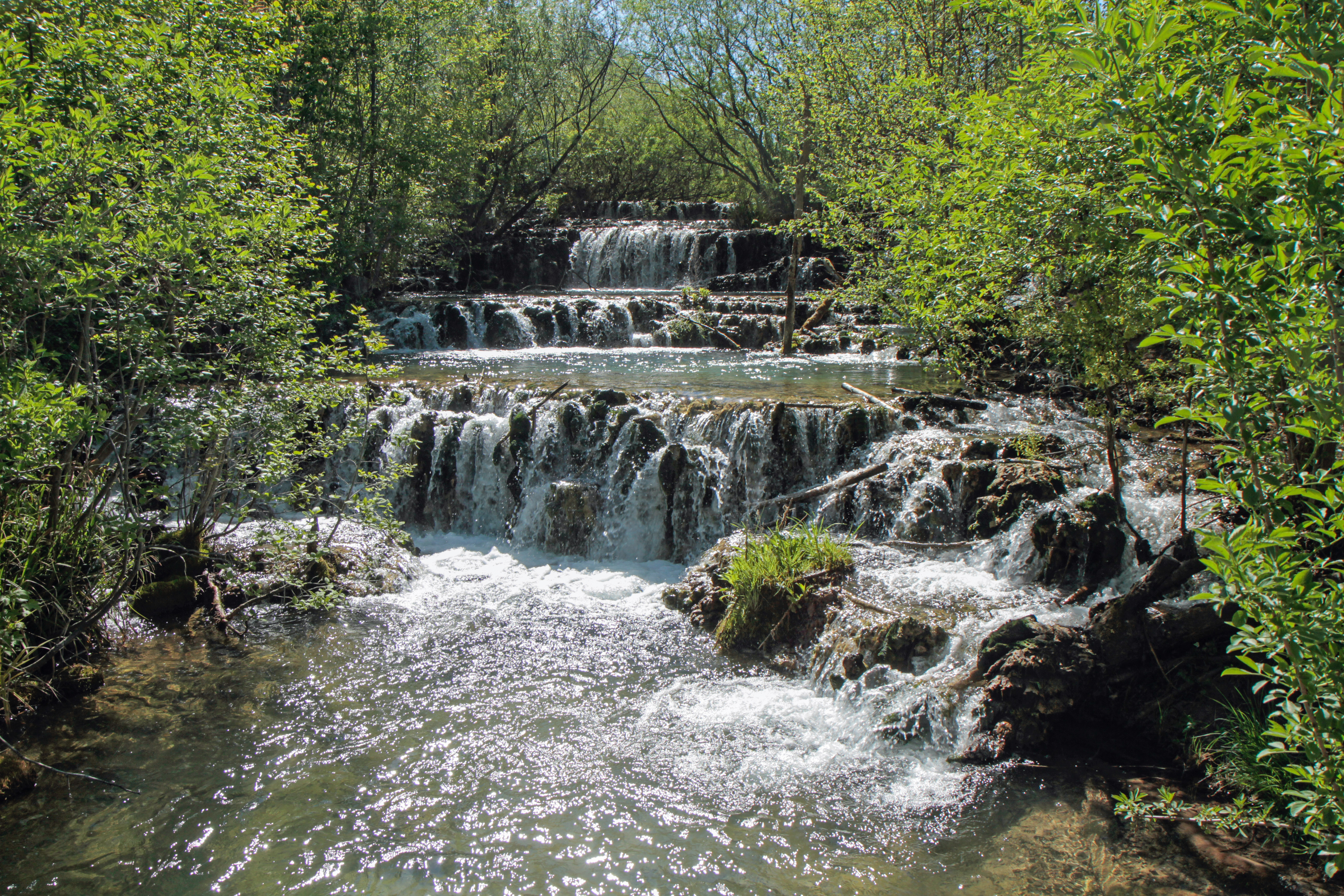
Sinterterrassen der Weißen Lauter bei Gutenberg

Der Ursprung der Weißen Lauter befindet sich südöstlich von Gutenberg unterhalb der B465 und ist als geschütztes Geotop und als Naturdenkmal ausgewiesen. Er besteht aus mehreren, im Talboden aneinander gereihten Schichtquellen, die auf wenigen Metern als Karstquelle zutage treten. Ein Teil der Quellen ist für die Trinkwasserversorgung gefasst. Die mittlere Schüttung beträgt etwa 300 Liter pro Sekunde. Das Einzugsgebiet erstreckt sich auf die angrenzenden Albhochflächen, ist aber im Einzelnen nicht bekannt.

### Verlauf
Die Weiße Lauter fließt in westliche Richtung durch Gutenberg, nimmt am Ortsende den Bach aus dem Donntal auf und knickt nach Norden ab. An der Kläranlage vereinigt sie sich mit der Schwarzen Lauter zur Lauter.